# Kalevi-Liiva
Koordinaten: 59° 28′ 48″ N, 25° 15′ 0″ O
Kalevi-Liiva ist ein Sand- und Waldgebiet beim Dorf Jägala, Gemeinde Jõelähtme, Kreis Harju/Estland. In Kalevi-Liiva ermordete die deutsche Besatzungsmacht 1942/1943 Tausende von Juden, Sinti und Roma.

## Deutsche Besetzung
Von 1941 bis 1944 war Estland durch Deutschland besetzt. Damit erreichte der Holocaust auch das Baltikum. Nach Schätzungen konnten circa drei Viertel der estnischen Juden vor den herannahenden deutschen Truppen nach Finnland oder in die Sowjetunion fliehen. Die Verbliebenen wurden wahrscheinlich spätestens bis Dezember 1941 von den Deutschen ermordet.

## Massenerschießungen
Während der Belagerung Leningrads durch die Wehrmacht machte sich in Estland ein Arbeitskräftemangel bemerkbar. Besonders für Straßen- und Eisenbahnbau sowie für die Ausbeutung des Ölschiefers im Nordosten des Landes fehlten Arbeiter. Spätestens seit dem Spätsommer 1942 wurden in sogenannten „Judentransporten“ jüdische Häftlinge als potentielle Zwangsarbeiter nach Estland verbracht.
Am 5. September 1942 erreichte ein Zwangstransport von etwa 2100 Juden aus dem Ghetto Theresienstadt nach fünf Tagen Fahrt den Bahnhof von Raasiku. Als Zielort des Transports war eigentlich Riga vorgesehen gewesen. Da das dortige Ghetto aber angeblich überfüllt war, wurde der Zug nach Estland umgeleitet. Am Bahnhof fand die Selektion statt. Die Männer, Frauen und Kinder, die nicht für einen Arbeitseinsatz in Frage kamen, mussten sich in Busse setzten und wurden nach Kalevi-Liiva gefahren. Dort wurden sie gezwungen, sich auszuziehen und alle Wertsachen abzugeben. Bis zu 1600 von ihnen wurden am Ankunftstag in Kalevi-Liiva erschossen und in zuvor ausgehobenen Massengräbern verscharrt. Die übrigen mussten in der Nähe das Lager Jägala/Kalevi-Liiva errichten.
Das gleiche Schicksal traf einen ähnlichen Zwangstransport mit etwa 1250 Personen, der wenige Tage später von Berlin aus im Lager Jägala eintraf. In den folgenden Monaten wurden kranke und schwache Arbeiter sowie willkürlich weitere Gefangene in Kalevi-Liiva erschossen.
Wahrscheinlich wurden in Kalevi-Liiva vom September 1942 bis zum Spätsommer 1943 zwischen 2000 und 5000 Menschen ermordet, wobei sich die genauen Opferzahlen wohl nicht mehr feststellen lassen. Die meisten Ermordeten waren wahrscheinlich Juden aus Deutschland, Österreich, der Tschechoslowakei und Polen. Außerdem befanden sich unter den Opfern Sinti, Roma und weitere Personen.

## Schließung des Lagers
Das Lager Jägala wurde im September 1943 geschlossen. Die Gefangenen wurden entweder in das Zentralgefängnis von Tallinn verlegt oder zuvor ermordet. Nur eine kleine Gruppe von Frauen überlebte den Krieg.

## Prozess
Vom 6. bis 11. März 1961 fand vor dem Obersten Gericht der Estnischen SSR der Prozess gegen zwei estnische Kollaborateure statt, die an den Erschießungen in Kalevi-Liiva teilgenommen hatten: Ralf Gerretz war seit dem Sommer 1942 Stellvertreter des Kommandanten im Konzentrationslager Jägala, Jaan (Johannes) Viik war als Wachmann im Konzentrationslager Jägala tätig. Viik und Gerretz wurden zum Tode verurteilt und kurz nach dem Prozess hingerichtet.
Gegen Ain-Ervin Mere (1903–1969), den Leiter der Sicherheitspolizei in Estland, fand der Prozess in Abwesenheit statt, da er von Großbritannien nicht an die Sowjetunion ausgeliefert worden war. Der vierte Angeschuldigte, Aleksander Laak (1907–1960), Kommandant des Konzentrationslagers Jägala, wurde in Kanada von Journalisten aufgespürt, dann aber erhängt in seiner Garage aufgefunden.

## Erinnerung
Zur Erinnerung an die Massenmorde wurde 1961 in Kalevi-Liiva ein Gedenkstein errichtet. Mit Erlass des estnischen Kulturministers vom 1. Juni 1995 wurde Kalevi-Liiva als Tötungsort und Massengrab für die Opfer unter den besonderen Schutz des estnischen Staates gestellt. Im Mai 2002 errichteten die Botschaften Deutschlands, Polens und Tschechiens in Zusammenarbeit mit der jüdischen Gemeinde Estlands eine Gedenk- und Informationstafel am Ort der Erschießungen.